# Parc Natural de l'Estret
El Parc Natural de l'Estret és a l'extrem sud de la península Ibèrica i protegeix l'espai marítim-terrestre del litoral des de la cala de Getares (Algesires) fins al cap de Gracia (Tarifa), Va ser declarat parc natural l'any 2003 i té una superfície protegida de 18.931 hectàrees. És l'espai protegit més meridional del continent europeu i concentra valors ecològics, paisatgístics, històrics i culturals de característiques singulars. Forma part de la Reserva de la Biosfera Transcontinental del Mediterrani.
Les costes del parc estan banyades per dos mars, a l'est pel mar Mediterrani i a l'oest per l'oceà Atlàntic. L'estret de Gibraltar, que uneix els dos mars i separa Europa d'Àfrica, és el lloc de pas d'aus migratòries i mamífers marins. La distància mínima entre els dos continents és de tan sols 14 quilòmetres i des de temps prehistòrics aquest pas és també una via migratòria pels humans.
La unió dels dos mars converteix el medi marí en un indret privilegiat que acull una biodiversitat excepcional d'extraordinari interès. El clima de la zona es distingeix per temperatures molt suaus i una estació seca amb total absència de pluges.
Com tots els parcs andalusos, compta amb un òrgan de direcció i un òrgan consultiu que és la Junta Rectora. Des de la seva creació el director conservador del parc és Jesús Cabello Medina, enginyer tècnic forestal, funcionari de carrera de la Conselleria de Medi Ambient. La Junta Rectora la presideix Ildefonso Sena Rodríguez, periodista i professor, reelegit el febrer de 2008 pel seu segon mandat.

## Geologia
El parc està situat a els contraforts de les serralades bètiques, geològicament es correspon amb la unitat geològica d'Algesires, que s'estén també pel nord del Marroc, i pels terrenys postorogènics. La unitat d'Algesires està composta per Flychs Margo-arenicoso-micáceode l'oligocè-Miocè inferior, els terrenys postorogènics se situen a la zona occidental del parc i corresponen exclusivament al Quaternari, són, sobretot, dipòsits al·luvials.
Les principals formacions geològiques del parc són les serres de El Bujeo i de El Cabrito; respecte al litoral destaquen les formacions càrstiques submarines.

## Hidrologia
A la zona oriental i a causa de la gran pendent de les serres d'El Bujeo no existeix cap riu d'importància, encara que hi ha alguns rierols; entre aquest rius destaca el riu Guadalmesí i el riu Marchenilla que formen petites valls; a la zona occidental el terreny és més baix i hi ha el riu Jara i el riu de la Vega que formen aiguamolls a la seva desembocadura.

## Flora i fauna

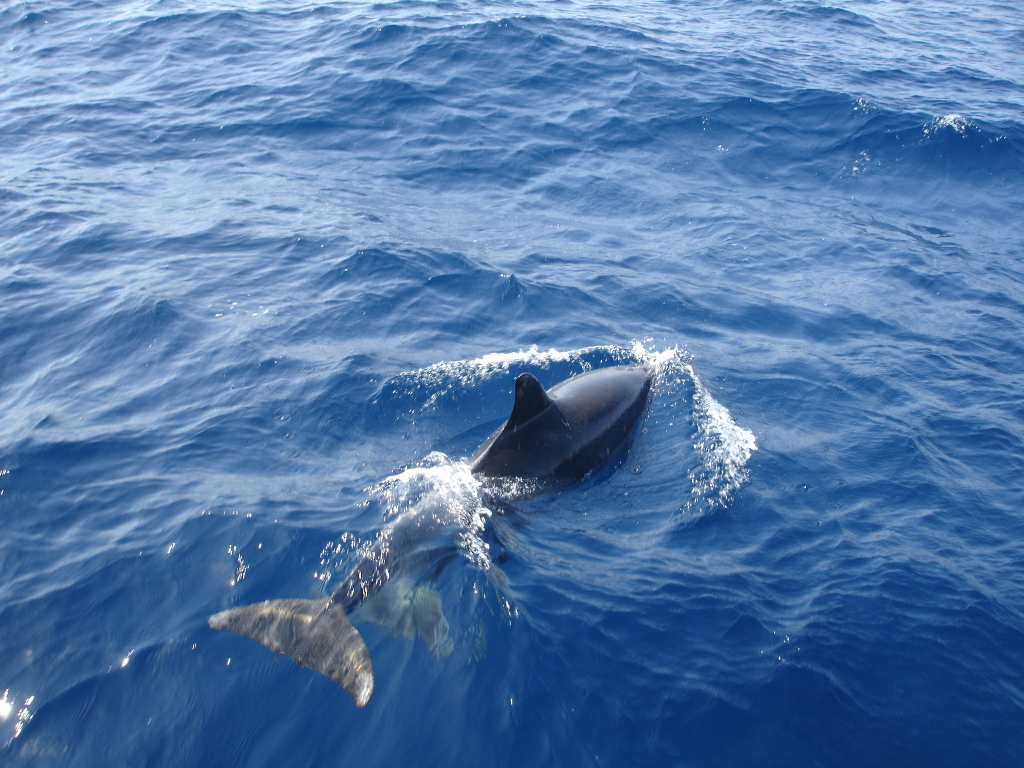
Cetacis

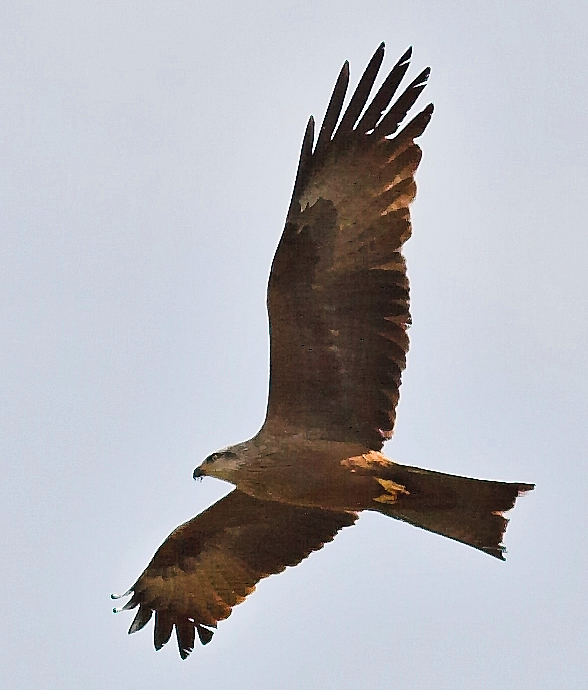
Milà negre

Dins del parc es poden trobar diferents ecosistemes, cadascun amb la seva flora característica; el mont baix mediterrani és el més abundant, conté espècies com el margalló, el llentiscle, el bruc i altres espècies xeròfites. Els boscos són principalment d'alzina surera alternant en algunes zones amb espècies de pinus introduïdes, en els boscos de ribera hi predomina el roure africà i nombroses espècies de falguera
Quant a la fauna destaquen les aus que realitzen la seva migració des d'Àfrica a Europa en desenes de milers, No són molt abundants els grans mamífers que tot i així es poden trobar en el veí Parc Natural dels Alcornocales degut al tipus de terreny i a la seva vegetació, s'hi poden trobar genetes, mangostes i altres petits mamífers.
Pel que fa a la flora i fauna marina s'han localitzat prats submarins d'angiospermes a diverses zones de parc, tot i que a causa de la força de l'onatge no formen grans concentracions. La fauna marina de l'estret és excepcional, hi ha nombroses espècies de cetacis: rorqual comú, dofí mular, orca, catxalot, rorqual blau, etc.

## Història
Les proves més antigues de l'existència humana en aquest indret corresponen a les restes neandertals trobades al Penyal de Gibraltar corresponents a una de les últimes poblacions mundials d'aquest grup humà; respecte a les restes corresponents a l'humà modern les més antigues de la zona són del Paleolític Inferior. Existeixen també unes 34 coves amb art rupestre i diverses estructures funeràries i dòlmens representatius dels períodes, des del Paleolític de la Cueva del Moro fins a l'edat de bronze de la Necròpolis dels Algarbes amb els seus enterraments megalítics de galeria coberta.
Posteriorment el territori ha estat poblat per totes les civilitzacions de la zona, així, dintre els límits del parc es troben jaciments cartaginesos com Cala Arenas, romans com Baelo Claudia o medievals com el Recinte del Cerro de la Horca o el Castell de Tarifa.